# Colossi di Ramses II

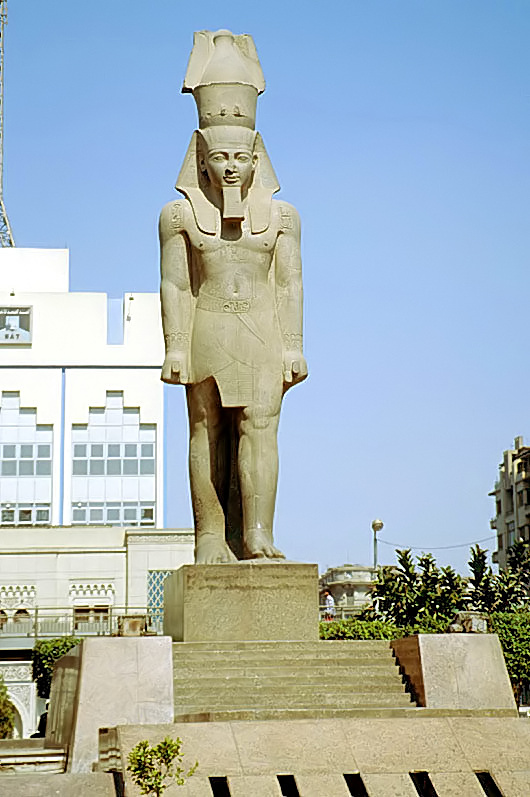
Colosso di Ramses II, un tempo presso la stazione del Cairo, poi spostato a Giza a causa dell'inquinamento (fotografia del 1997).

Il faraone egizio Ramses II (1279 a.C. - 1213 a.C.) fece erigere numerosi colossi di sé su tutto il territorio dell'antico Egitto. Di questi, i più celebri sono sicuramente quelli che ornano l'ingresso del Tempio maggiore ad Abu Simbel, oltre a quello collocato per molto tempo nella piazza della stazione del Cairo (e successivamente trasferito al Grand Egyptian Museum) e quello conservato, sdraiato, a Menfi.

## Abu Simbel

### Colossi del Tempio maggiore

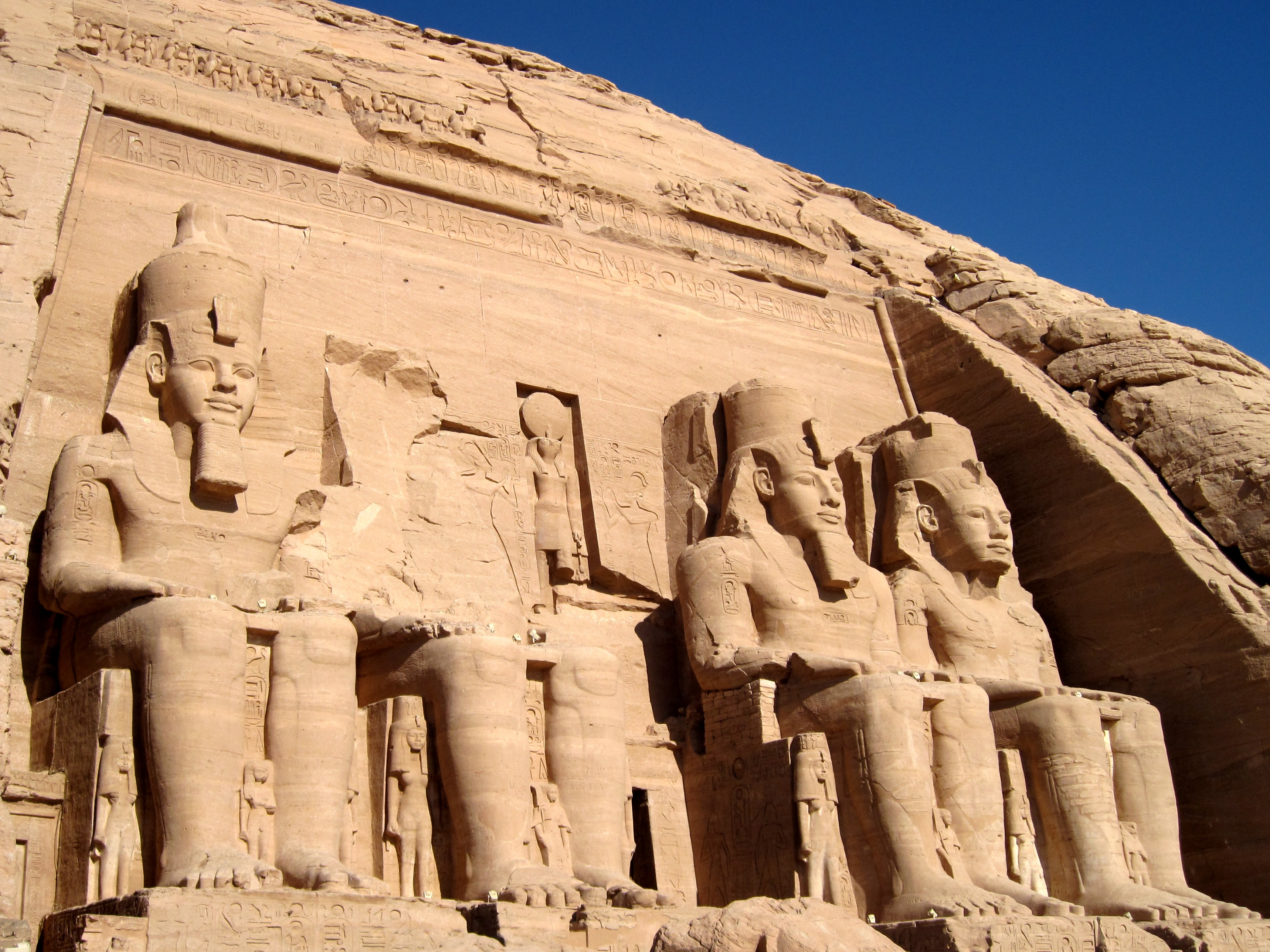
I Colossi di Ramses II sulla facciata del Tempio maggiore di Abu Simbel.

Tra i molti monumenti eretti dal faraone Ramses II il Tempio maggiore di Abu Simbel è generalmente considerato il più imponente e il più bello. Sulla facciata, alta 33 metri e larga 38, spiccano le quattro statue di Ramses II, ognuna delle quali alta 20 metri, in ognuna il faraone indossa lo pschent ovvero le corone dell'Alto e del Basso Egitto, il copricapo chiamato nemes che gli scende sulle spalle e ha il cobra sulla fronte. Ai lati delle statue colossali ve ne sono altre più piccole, la madre Tuia e la moglie Nefertari mentre tra le gambe ci sono le statue di alcuni dei suoi numerosissimi figli (riconoscibili dalla treccia infantile al lato della testa) quali Amonherkhepshef, Ramses B, Bintanath e Nebettaui. Sopra le statue, sul frontone del tempio ci sono 14 statue di babbuini che, guardando verso est, aspettano ogni giorno la nascita del sole per adorarlo, in origine c'erano 22 statue di babbuini, tante quante le province dell'Alto Egitto, anche se secondo un'altra ipotesi le statue erano 24, una per ogni ora del giorno.
Una delle statue di Ramses è rimasta senza testa, infatti questa è crollata pochi anni dopo la costruzione del tempio a causa di un terremoto ed è rimasta ai piedi della statua. Nel crollo essa ha distrutto alcune delle statue più piccole che si trovavano nella terrazza del tempio, rappresentazioni dello stesso faraone e del dio Horus (falco). Ai lati delle statue poste presso l'ingresso ci sono delle decorazioni, c'è Hapy dio del Nilo, simbolo dell'abbondanza, che lega fiori di loto, simbolo dell'Alto Egitto, con i fiori di papiro, simbolo del Basso Egitto, per dimostrare l'unione del Paese. Sotto queste scene, nel lato destro, quindi a nord, sono rappresentati dei prigionieri asiatici legati con corde che terminano con il fior di papiro, simbolo del Nord, mentre nel lato sinistro, quindi a sud, sono rappresentati dei prigionieri africani legati con corde che terminano con fiori di loto, simboli del sud.

#### Spostamento dei Colossi (1964 - 1968)
Nel 1960 il presidente egiziano Nasser decise l'inizio dei lavori per la costruzione della grande Diga di Assuan, opera che prevedeva la formazione di un enorme bacino artificiale. Tale grande progetto rischiava di cancellare numerose opere costruite dagli antichi egizi tra cui gli stessi templi di Abu Simbel. Grazie all'intervento dell'UNESCO, ben 113 paesi si attivarono inviando uomini, denaro e tecnologia, per salvare il monumento. Vennero formulate numerose proposte a tale scopo e quella che, infine, ottenne maggiori consensi fu quella svedese di tagliare, numerare e smontare blocco per blocco l'intera parte scolpita della collina sulla quale erano stati eretti i templi e successivamente ricostruire i monumenti in una nuova posizione 65 m più in alto e 300 m più indietro rispetto al bacino venutosi a creare. I lavori durarono dal 1964 al 1968 con l'impiego di oltre duemila uomini, guidati da un gruppo di esperti cavatori di marmo italiani provenienti da Carrara (MS), Mazzano (BS) e Chiampo (VI) e uno sforzo tecnologico senza precedenti nella storia dell'archeologia.

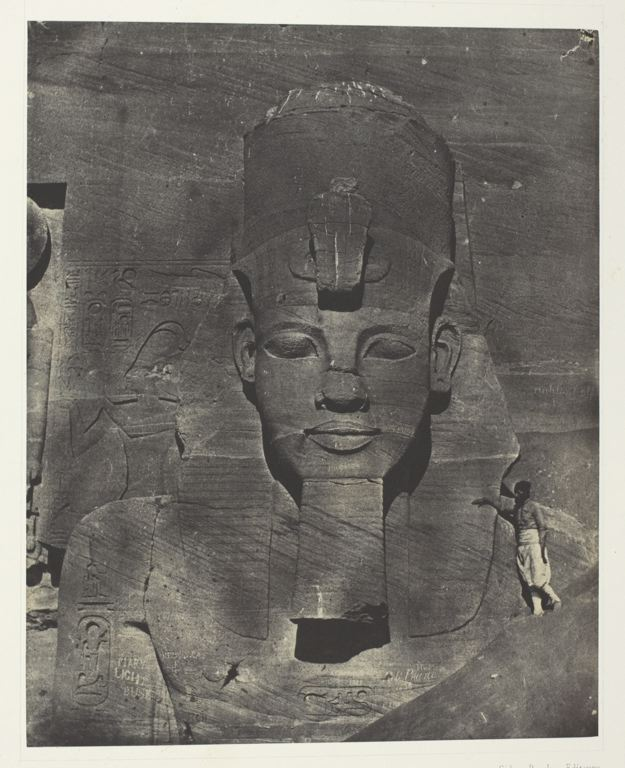
Fotografia d'epoca (ca. 1850) della testa dei uno dei Colossi di Abu Simbel insabbiati, di Maxime Du Camp.
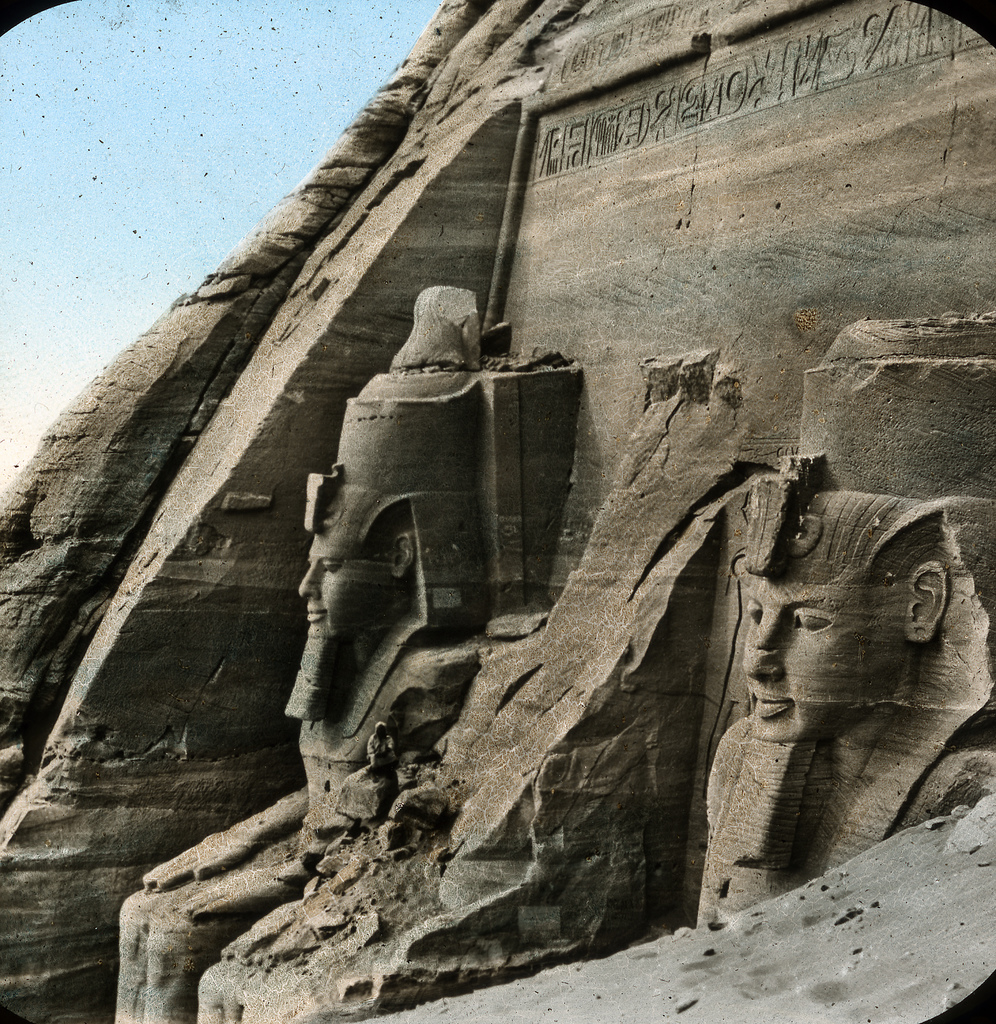
Fotografia d'epoca, colorata, dei Colossi di Abu Simbel. Ben visibili, al centro, i resti di quello crollato per un terremoto.
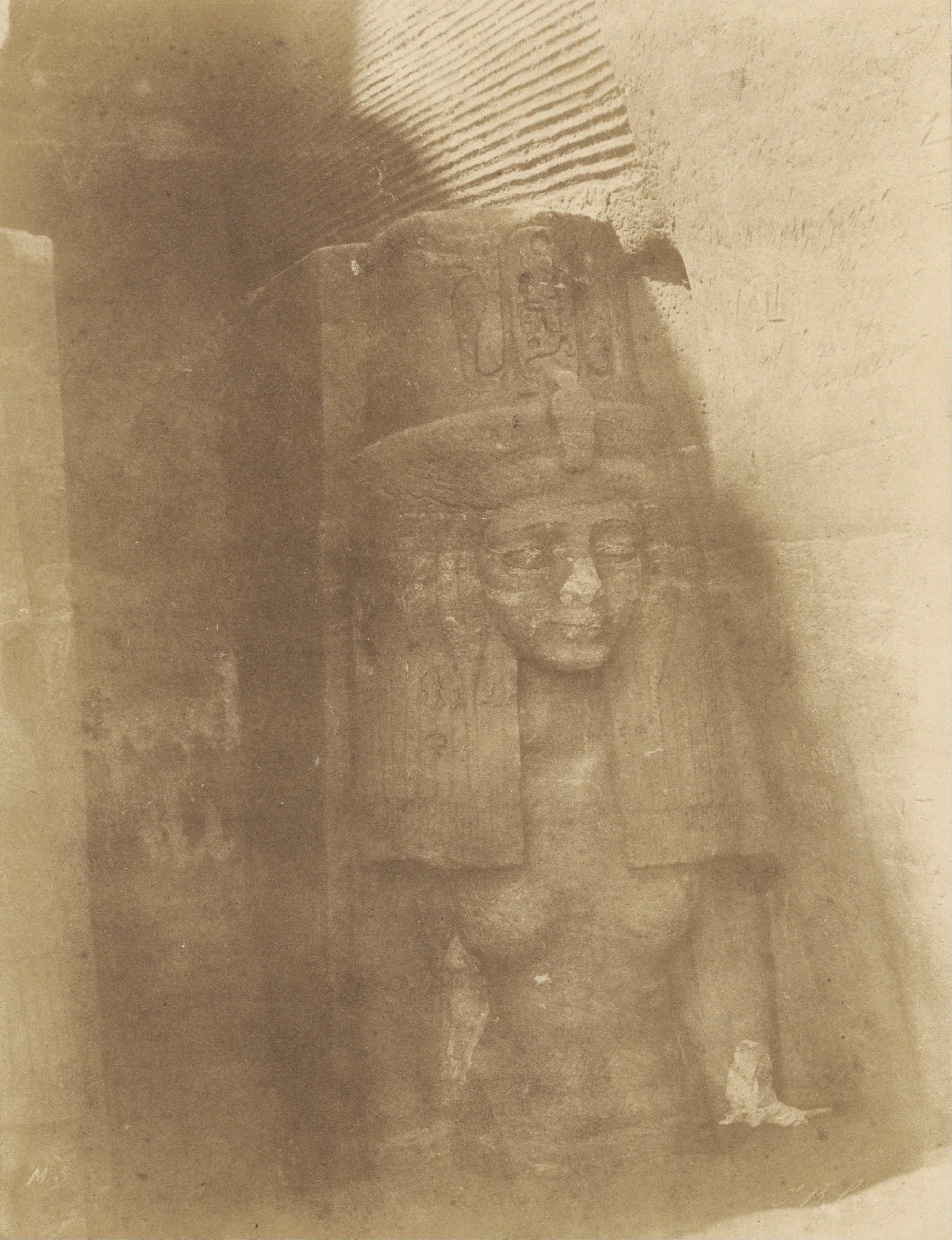
Fotografia d'epoca (1854) della statua di Isinofret II, figlia di Ramses II, fra le gambe di uno dei Colossi del Tempio maggiore, di John Beasly Greene.
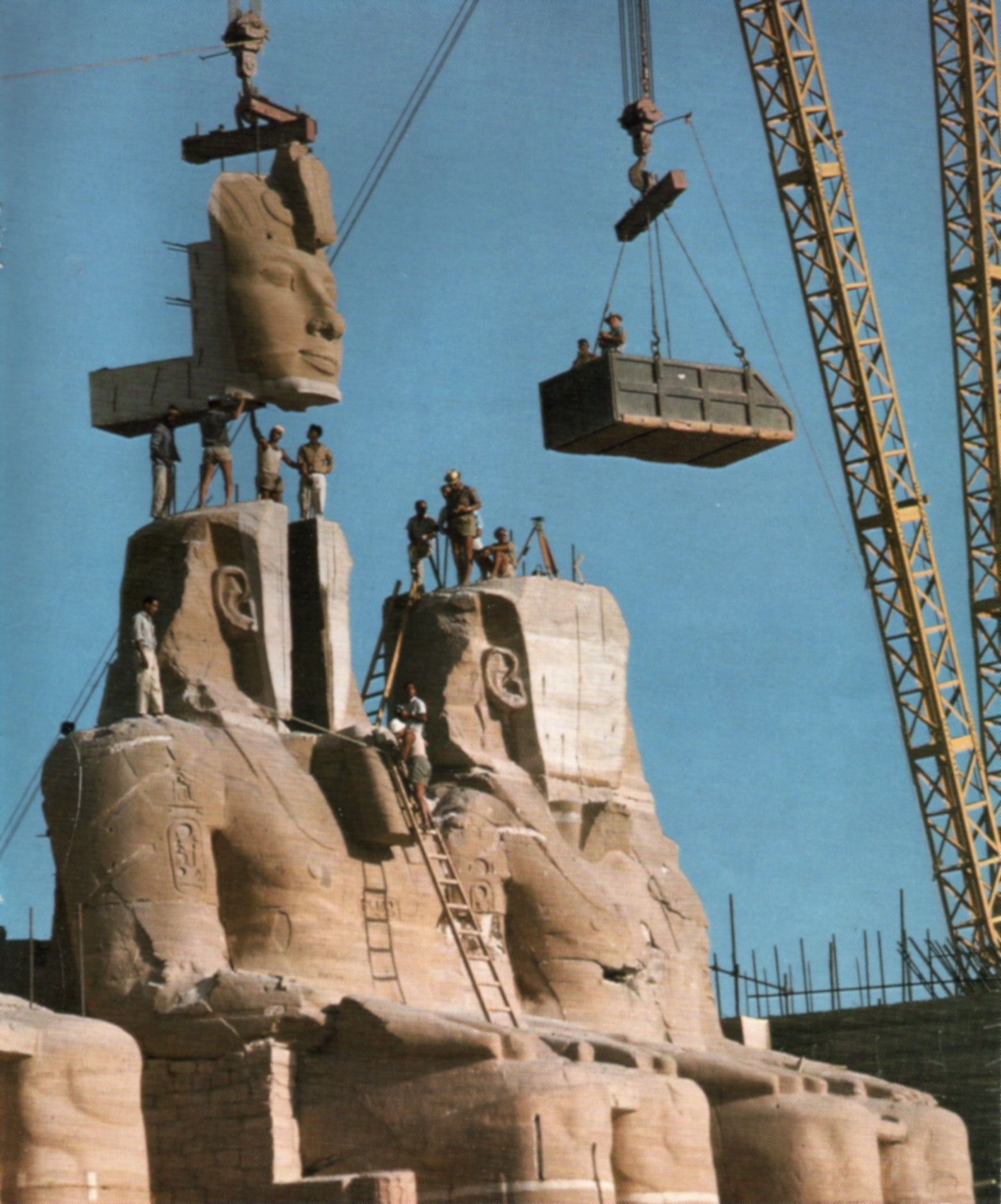
Riassemblamento dei Colossi di Abu Simbel dopo il loro spostamento, nel 1967, per preservarli dalle acque del Lago Nasser.

## Tebe

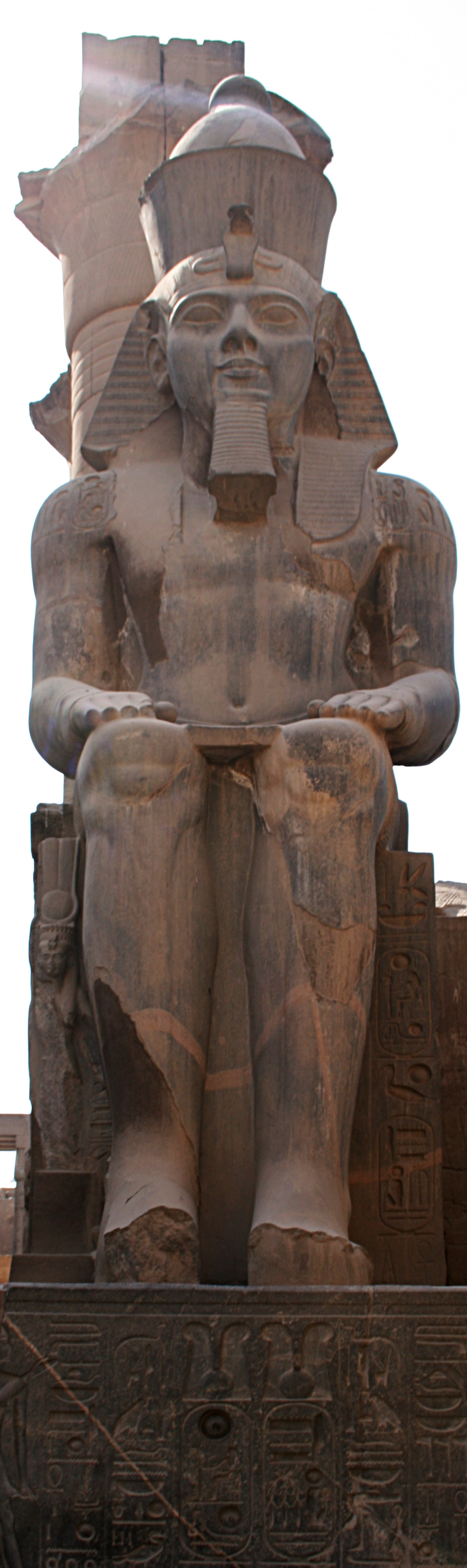
Colosso di Ramses II al Tempio di Luxor.

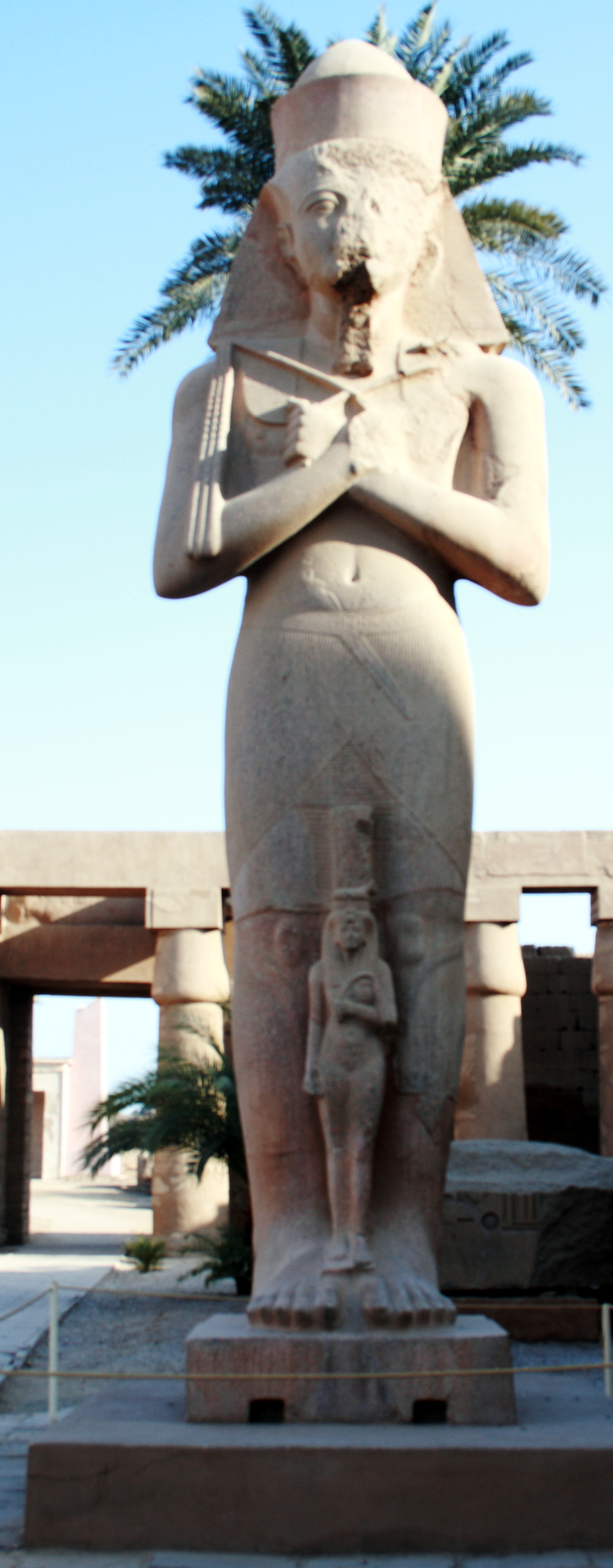
Colosso di Pinedjem I nel Tempio di Karnak, presumibilmente creato da Ramses II.

L'antica Tebe, capitale religiosa e politica dell'impero e luogo della necropoli reale nel corso di molte generazioni, è uno dei centri con più colossi di Ramses II. I numerosi monumenti che il re fece creare o che modificò per sé rappresentano sempre la sua effigie, sempre in dimensioni colossali.
- Il Ramesseum, "Tempio di Milioni di Anni" di Ramses II, cioè il tempio dedicato al culto della persona del faraone durante la sua vita così come dopo la sua morte, fu riccamente dotato di statue del faraone. È in questo sito che sono stati rinvenuti celebri monumenti quali il gigantesco busto di Ramses II in granito (alto 2.67 metri, largo 2 metri[7]) portato a Londra dall'archeologo italiano Giovanni Battista Belzoni e soprannominato Giovane Memnone – e il grande colosso del re in trono (soprannominato "Colosso di Ozymandias") che giace ancora a terra fracassato fra le rovine del tempio[8][9].
- Al Tempio di Luxor, l'entrata principale era originariamente fiancheggiata da sei statue colossali di Ramses, quattro del re assiso in trono (ne rimangono due), con la Doppia Corona dell'Alto e del Basso Egitto, e due del re stante. Nel cortile interno, il colonnato è talvolta interrotto da statue rappresentanti Ramses II (alcune riciclate da Amenofi III, modificandone il nome), tra cui si notano in particolare due enormi statue del sovrano poste all'inizio del colonnato di Amenofi III. Le basi di entrambe le statue sono decorate con disegni che celebrano l'unificazione dell'Egitto: il dio Hapy rappresentato nell'atto di unire l'Alto Egitto e il Basso Egitto simboleggiati ciascuno da un fiore di loto e da una pianta di papiro mentre vengono intrecciati).
- Al Complesso templare di Karnak, il faraone portò a termine la Grande sala ipostila – colossale già prima del suo intervento. Il grande colosso, poi usurpato da Pinedjem I, situato nel primo cortile del Tempio, è spesso considerato una creazione originale di Ramses II. Le principali effigi del sovrano rinvenute nel Tempio sono tendenzialmente di dimensioni più modeste ma di qualità artistica anche eccelsa, come la grande statua di Ramses, conservata al Museo egizio di Torino.

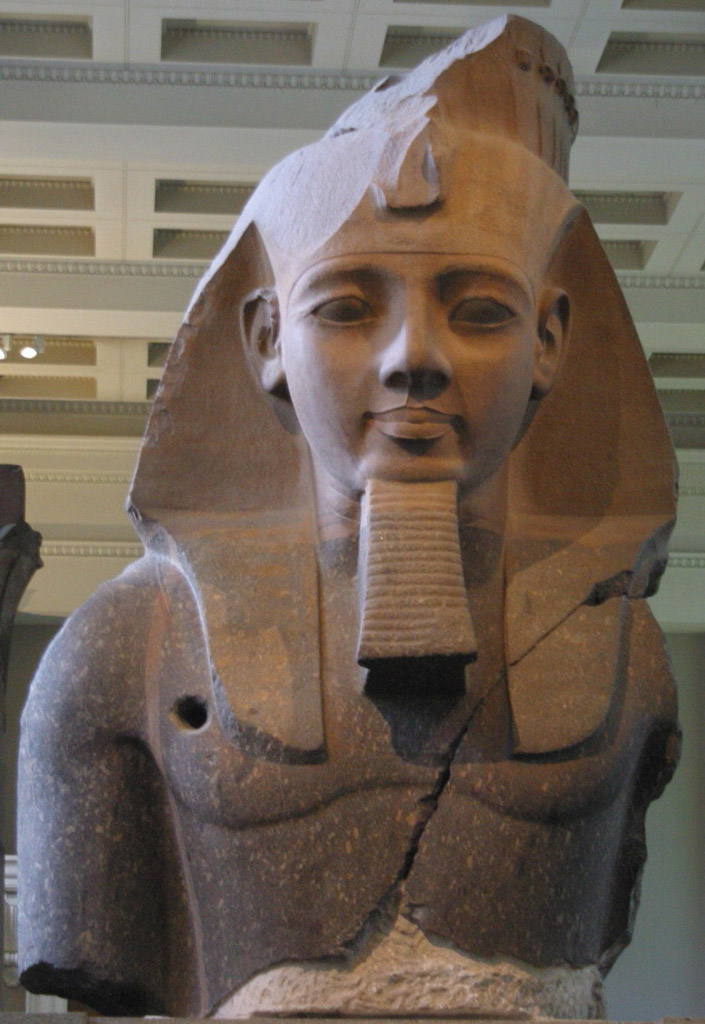
Il busto colossale, detto "Giovane Memnone", di Ramses II. British Museum, Londra.
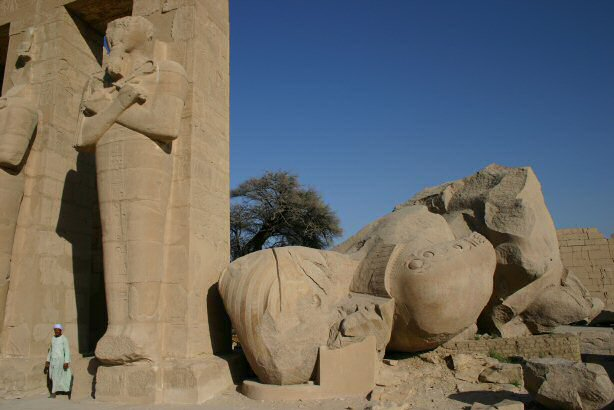
Colosso caduto di Ramses II, detto "Colosso di Ozymandias", fra le rovine del Ramesseum.
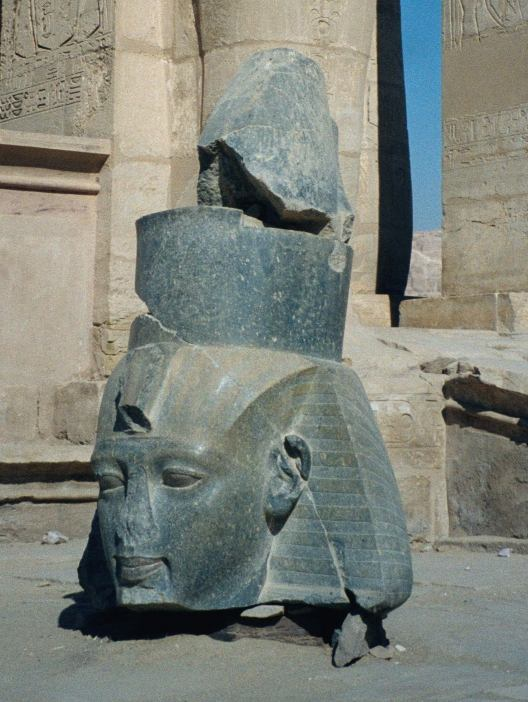
Testa colossale di Ramses II al Ramesseum, con il nemes e la Doppia Corona.
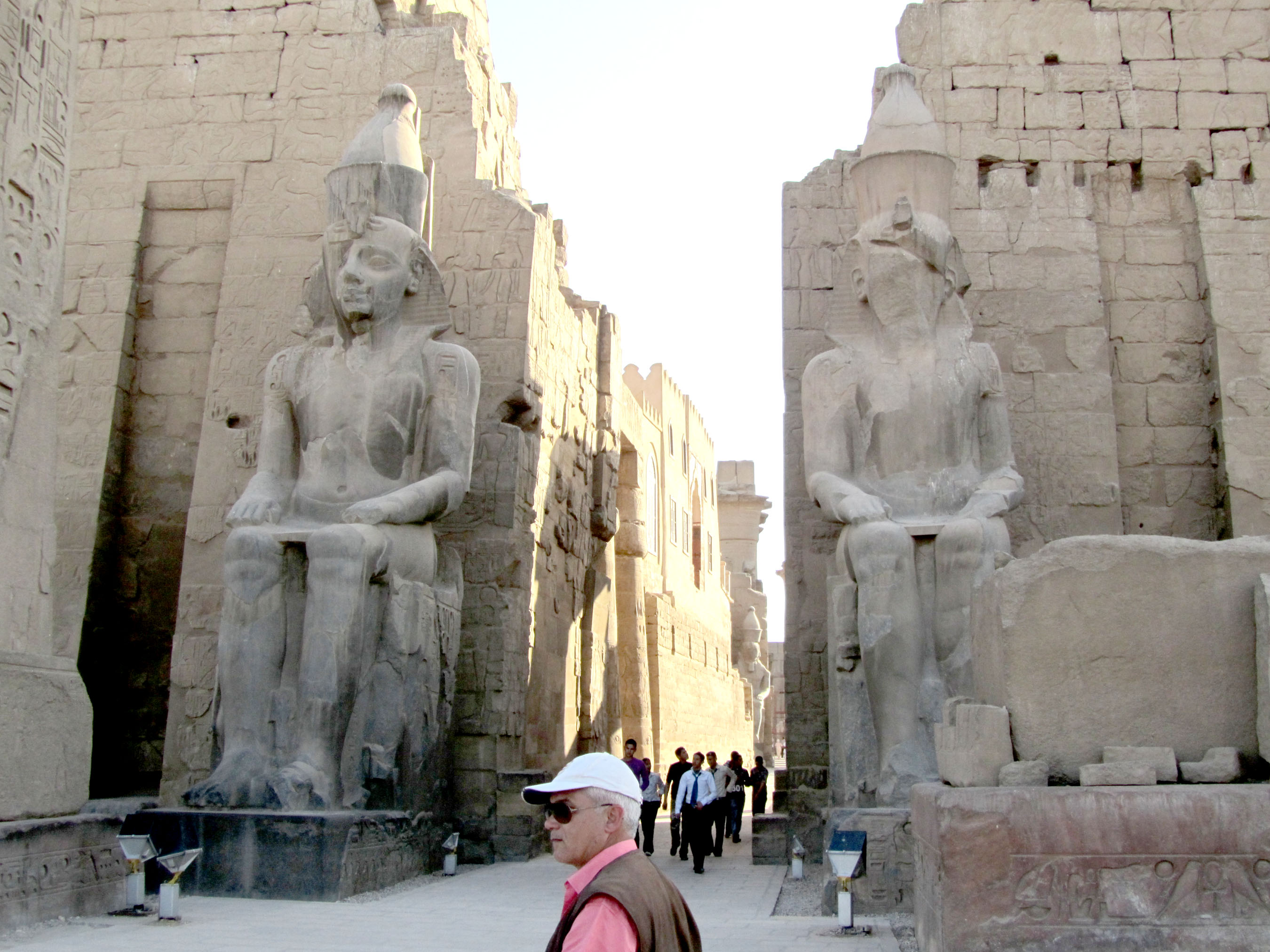
1º pilone del Tempio di Luxor, con colossi di Ramses II.
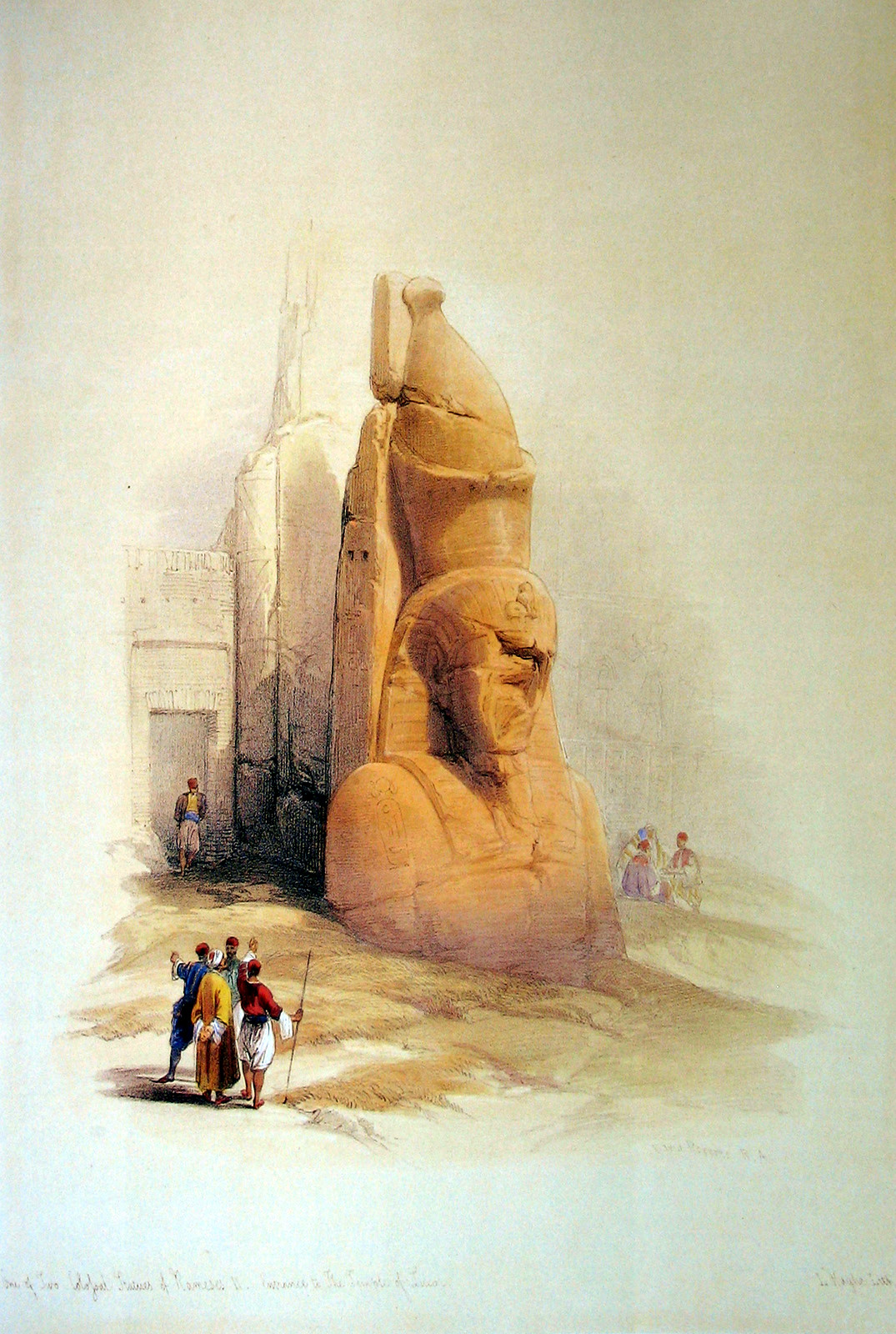
Uno dei due colossi di Ramses II all'ingresso, allora insabbiato, del Tempio di Luxor in un acquerello di David Roberts (1838).
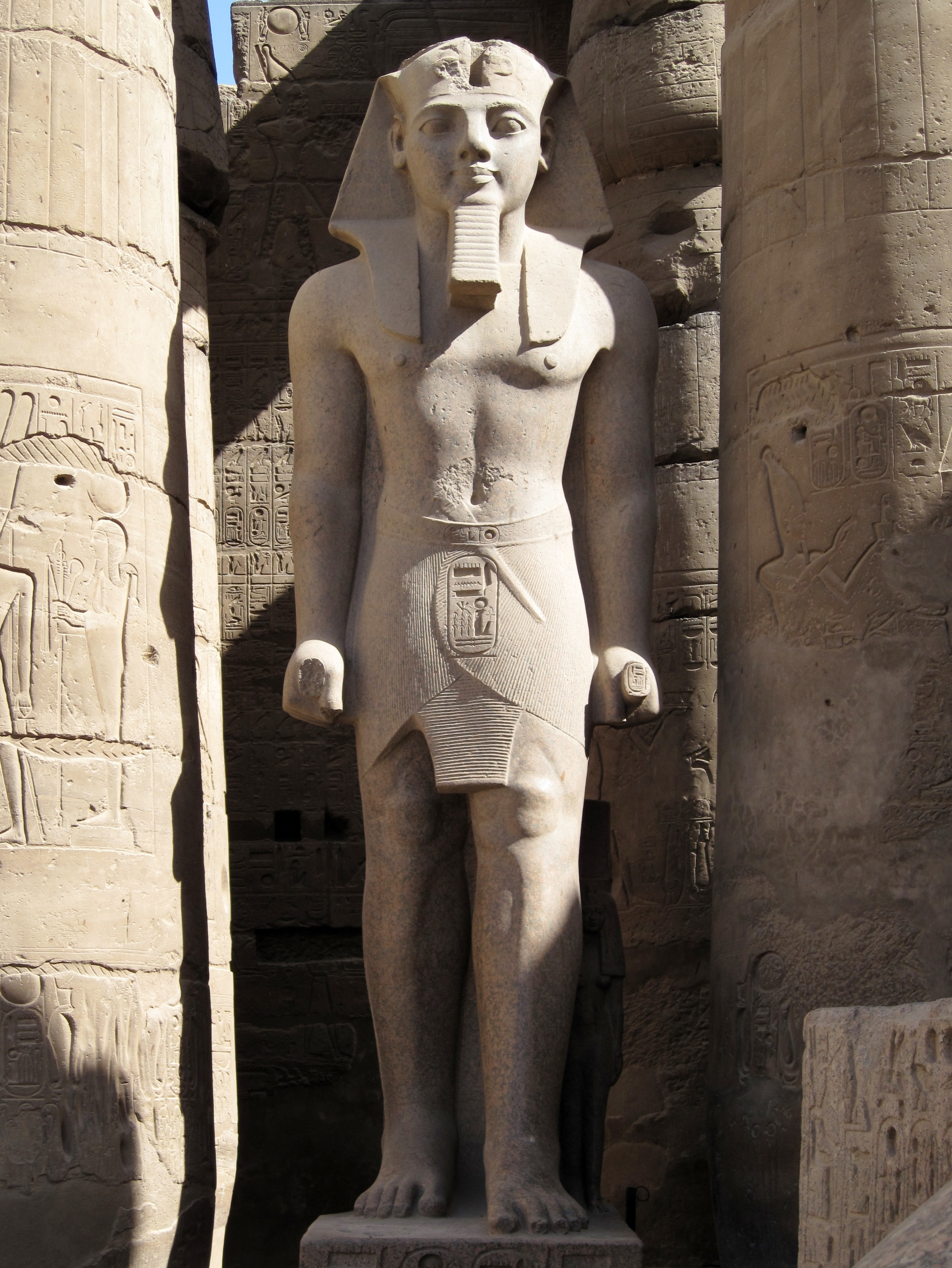
Colosso di Ramses II stante fra le colonne del Tempio di Luxor.

## Menfi

### Colosso sdraiato
Ramses II consacrò numerosi monumenti presso Menfi, e la ornò con vari colossi alla propria gloria. Il grande colosso sdraiato, in calcare, lungo 10 metri anche se mancante dei piedi, è situato all'interno di una apposita struttura nell'attuale centro di Mit-Rahina, a sud del Cairo. Il faraone è ritratto nell'atto di muovere un passo. Il busto e la testa sono fieramente eretti e le braccia rigidamente lungo i fianchi; nella mano destra impugna una sorta di cilindro che, nel codice iconografico della statuaria egizia, rappresenta uno scettro (troppo sottile e fragile per essere scolpito interamente); il capo di Ramses è sormontato dal tipico copricapo nemes, e quest'ultimo dalla Doppia Corona dell'Alto e del Basso Egitto, oggi in parte mancante; al mento figura la consueta barba posticcia, piuttosto massiccia; un gonnellino finemente plissettato gli cinge il bacino: nella cintura sono incisi i cartigli con i suoi nomi, inoltre vi è infilato un pugnale in bassorilievo. Benché sia privo della parte inferiore, il colosso misura circa 10 metri e, sempre a causa della mancanza di stinchi e piedi, non è possibile metterlo in posizione eretta, ragione per cui è tuttora esposto in posizione sdraiata. Sono visibili tracce dei colori originari. La notevole bellezza di quest'opera gigantesca e priva di imperfezioni risiede nella notevole cura dei dettagli: tutte le forme dell'anatomia umana, anche le più complesse e sottili, sono state cesellate con somma maestria. Lo scultore statunitense Stuart Edelson ha commentato così il colosso:
(Stuart Edelson)

Fu scoperto nel 1820 da Giovanni Battista Caviglia, un esploratore italiano, vicino al villaggio di Mit Rahina dove sorgeva l'antica capitale Menfi, circa 20 km a sud del Cairo in Egitto. Era interrato nei pressi del cancello meridionale del tempio di Ptah unica statua sopravvissuta di una coppia posta all'ingresso del tempio. Caviglia ne fece offerta, tramite l'egittologo Ippolito Rosellini, al granduca Leopoldo II di Toscana, che rifiutò per gli alti costi di trasporto e la necessità di segare la statua. Il pascià dell'Egitto Mehmet Ali propose di donarlo al British Museum di Londra, che a sua volta declinò l'offerta per gli stessi motivi. Così rimase a Menfi, dove tuttora si trova, e attorno vi fu costruito un piccolo museo per proteggerlo.

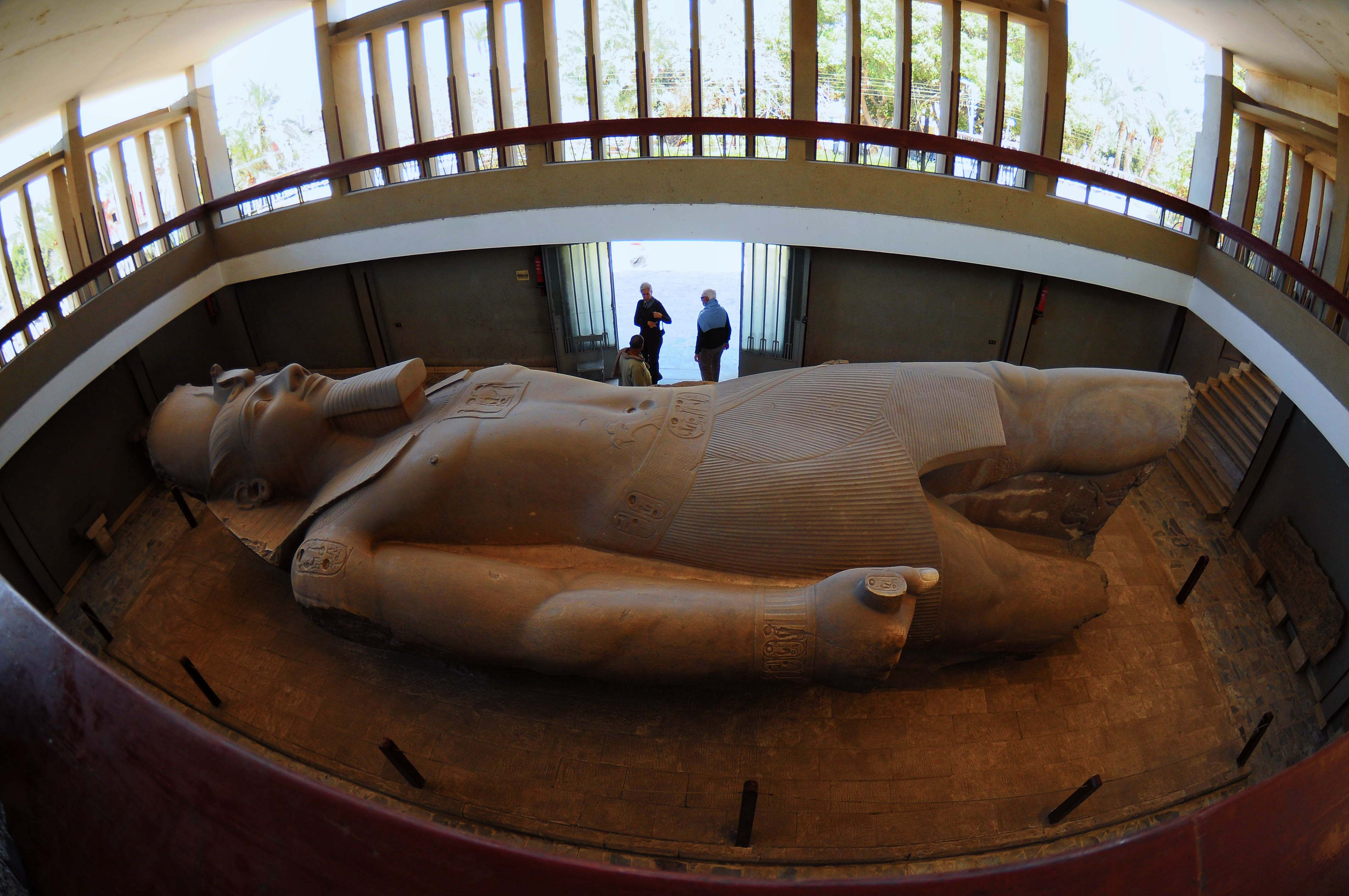
Veduta d'insieme del Colosso di Menfi.
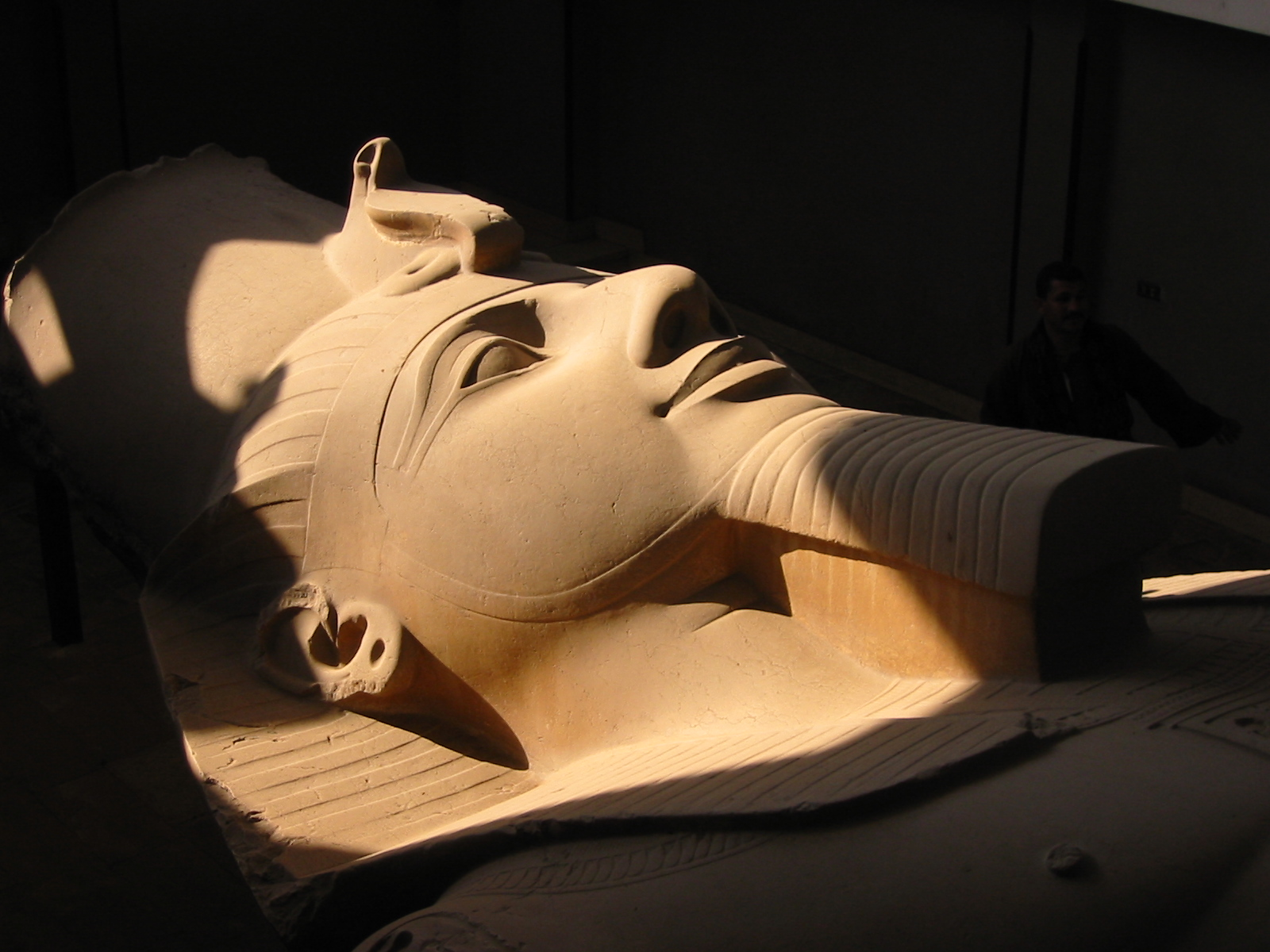
Testa del Colosso di Menfi.
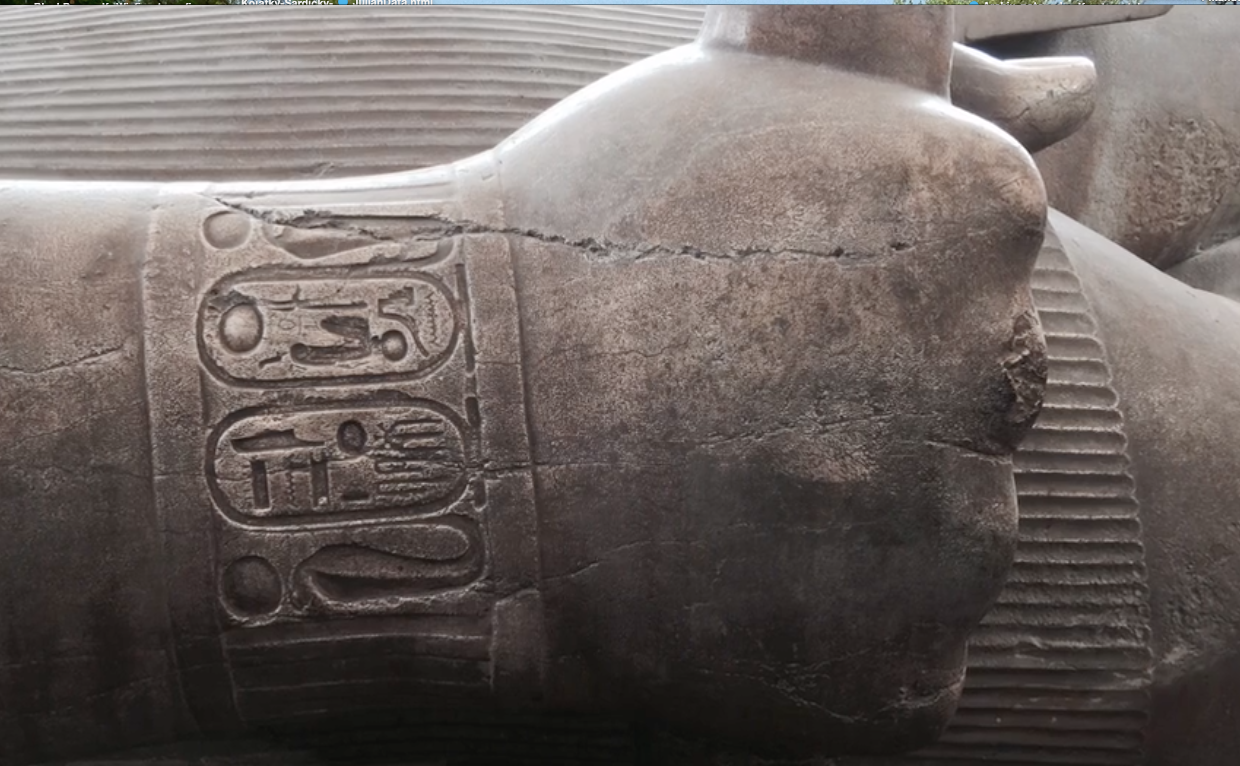
Dettaglio di una mano del Colosso di Menfi.
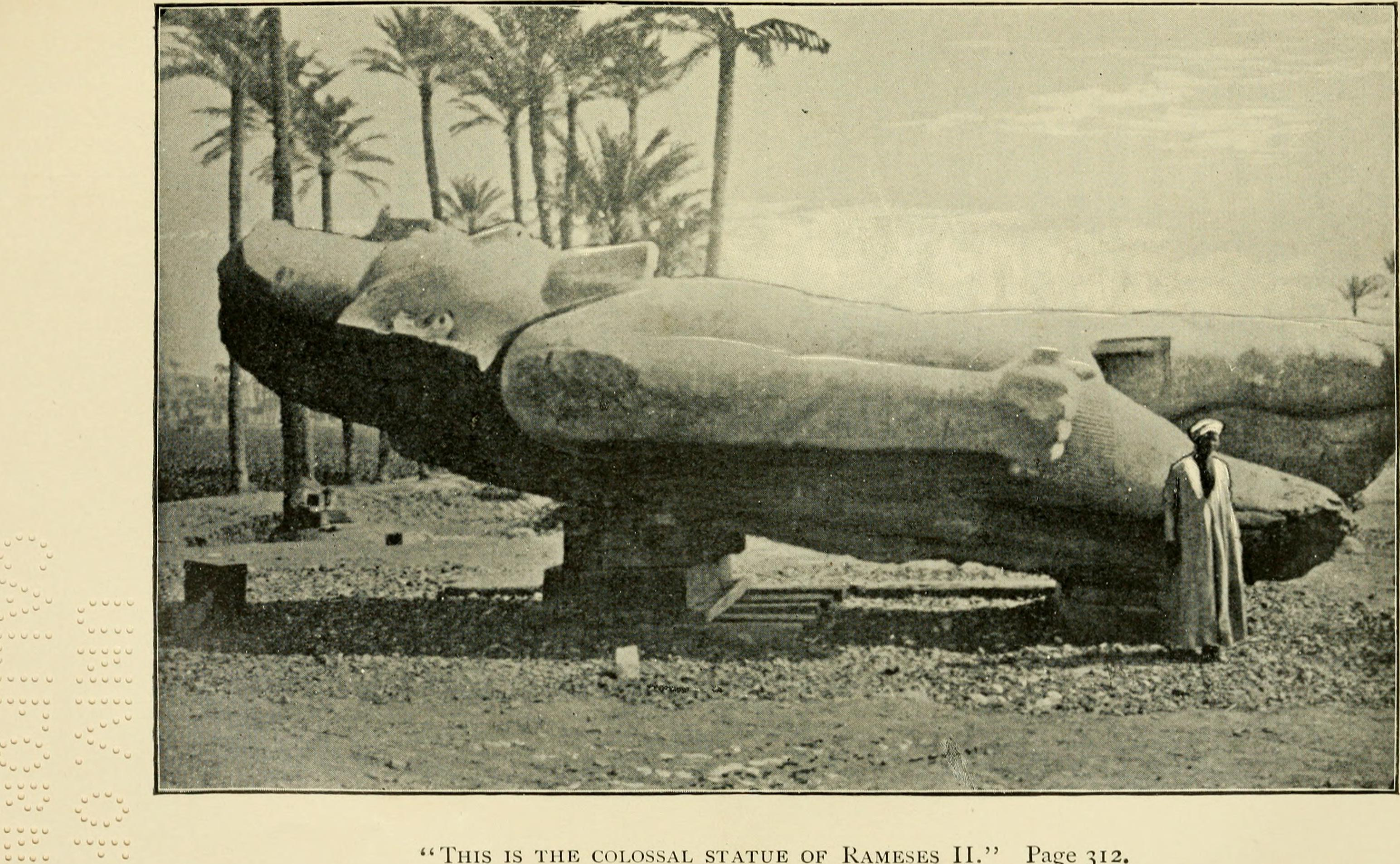
Fotografia d'epoca (1894) del Colosso di Menfi prima della costruzione del museo che lo contiene.